# Флехтенмахер, Александру

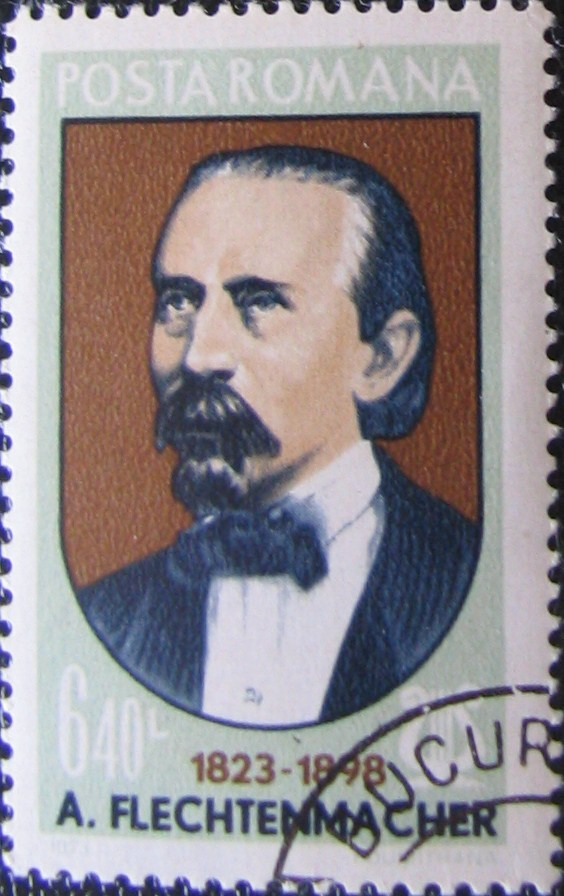
Почтовая марка Румынии. 1973 г.

Александру Адольф Флехтенмахер (рум. Alexandru Flechtenmacher; 23 декабря 1823, Яссы, Молдавское княжество — 28 января 1898, Бухарест, Королевство Румыния) — румынский композитор, скрипач, дирижёр, музыкальный педагог.

## Биография
Лютеранин. Немецкого происхождения. Сын адвоката. В 14-летнем возрасте отправился в Австрию, где обучался в Венской консерватории до 1841 года. По возвращении на родину, был назначен преподавателем игры на скрипке и виолончели в Бухаресте. В возрасте 17 лет Флехтенмахер уже пользовался известностью в музыкальном мире Румынии, работал скрипачом в оркестре Национального театра в Яссах.
Был дирижёром музыкальных коллективов в театрах Ясс, Крайова. Два десятилетия работал скрипачом и директором Национального театрального оркестра в Бухаресте. Концертировал как скрипач в России.
С момента открытия в 1864 году Консерватории музыки и декламации (ныне Бухарестский национальный университет музыки) был её первым директором (1864—1869) и профессором по классу скрипки (1864—1895).
Автор первой в Румынии оперетты «Baba Hârca» на либретто Матеи Милло (1848).
Автор первого национального симфонического сочинения («Национальная увертюра», 1846), многих водевилей, хоров, песен, оперы. Написал музыку к «Хорам единения» (на слова В. Александри), неофициального гимна Румынии, который пели во времена объединения Дунайских княжеств и позже в моменты единения общества.
Особое место в его творчестве занимают светские и религиозные хоровые произведения.

## Избранные музыкальные сочинения
- Baba Hârca, оперетта-водевиль (1848, Яссы)
- Doi țărani și cinci cârlani, водевиль (1848, Яссы)
- Barbu Lăutarul, (1850, Яссы)
- Scara mâței, водевиль (1850, Яссы)
- Coana Chirița sau două fete și-o neneacă, водевиль (1850)
- Întoarcerea Coanei Chirița sau Coana Chirița în provincie, водевиль (1850, Яссы)
- Banii, Gloria și Amorul, водевиль (1861, Бухарест)
- Răzvan și Vidra, историческая драма (1867, Бухарест)
- Fata de la Cozia, опера